# Rexburg
Rexburg es una ciudad ubicada en el condado de Madison en el estado estadounidense de Idaho. En el Censo de 2010 tenía una población de 25 484 habitantes y una densidad poblacional de 999,54 personas por km². Se encuentra sobre la cuenca del curso alto del río Snake.

## Geografía

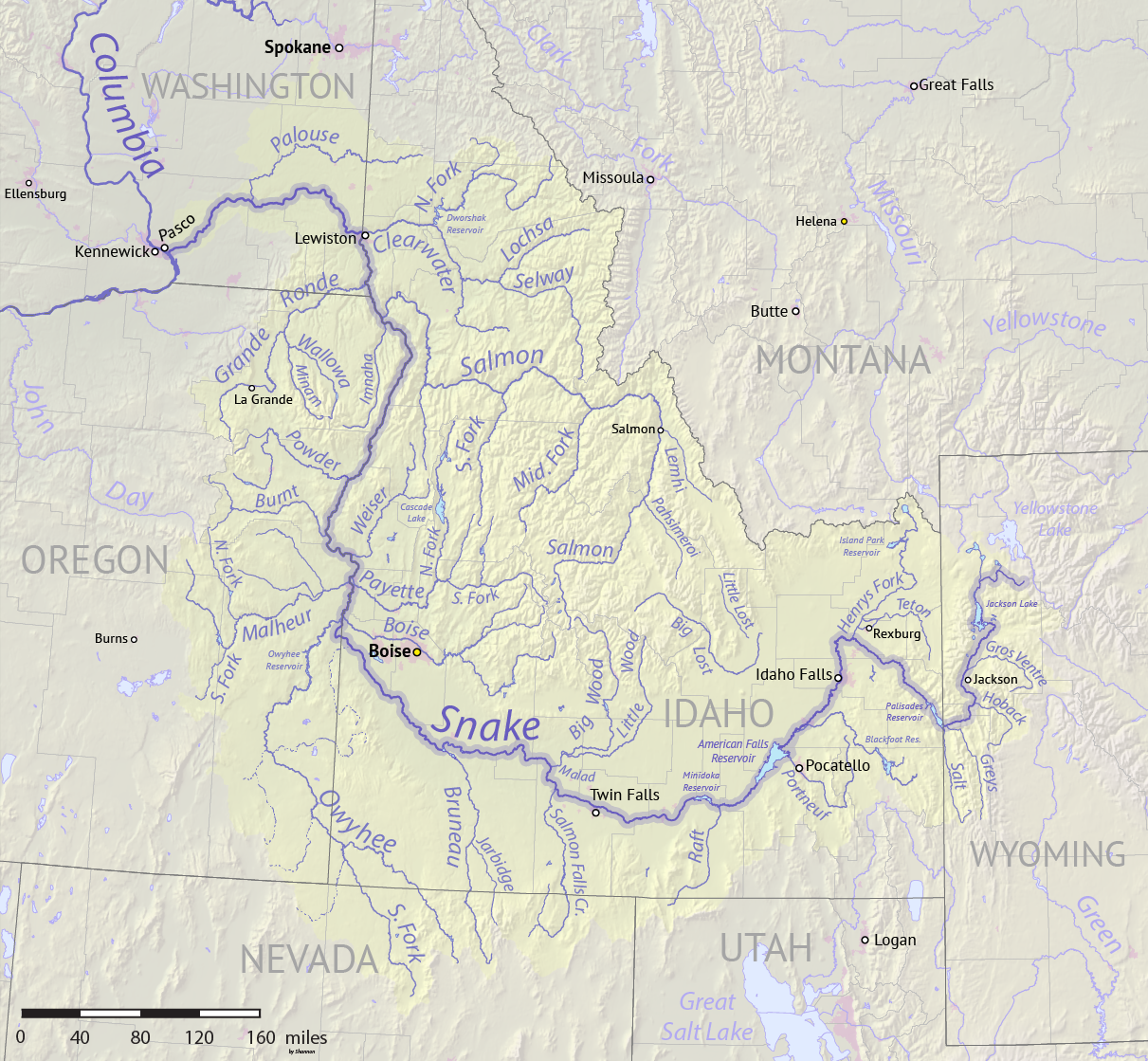
Mapa del río Snake donde aparece Rexburg sobre el curso alto del río, a la derecha

Rexburg se encuentra ubicada en las coordenadas 43°49′22″N 111°47′28″O / 43.82278, -111.79111. Según la Oficina del Censo de los Estados Unidos, Rexburg tiene una superficie total de 25.5 km², de la cual 25.28 km² corresponden a tierra firme y (0.84%) 0.21 km² es agua.

## Demografía
Según el censo de 2010, había 25484 personas residiendo en Rexburg. La densidad de población era de 999,54 hab./km². De los 25484 habitantes, Rexburg estaba compuesto por el 0.09% blancos, el 0.63% eran afroamericanos, el 0.24% eran amerindios, el 1.2% eran asiáticos, el 0.19% eran isleños del Pacífico, el 2.28% eran de otras razas y el 1.68% pertenecían a dos o más razas. Del total de la población el 0.01% eran hispanos o latinos de cualquier raza.